# Síndrome de la guerra del Golfo
El síndrome de la Guerra del Golfo es un trastorno crónico y multisintomático que afecta a los veteranos militares de ambos lados de la Guerra del Golfo (1990-1991). Se le ha relacionado con una amplia gama de síntomas agudos y crónicos, como fatiga, dolor muscular, problemas cognitivos, insomnio, erupciones cutáneas y diarrea. Aproximadamente 250.000 de los 697.000 veteranos estadounidenses que sirvieron en la Guerra del Golfo padecen enfermedades crónicas con múltiples síntomas, una afección con graves consecuencias.
De 1995 a 2005, la salud de los veteranos de combate empeoró en comparación con la de los veteranos no desplegados, con la aparición de más enfermedades crónicas nuevas, deterioro funcional, repetidas visitas clínicas y hospitalizaciones, enfermedades similares al síndrome de fatiga crónica, trastorno de estrés postraumático y mayor persistencia de incidentes adversos para la salud. Se ha descubierto que la exposición a pesticidas y a píldoras que contienen bromuro de piridostigmina (utilizada como tratamiento previo para proteger contra los efectos de los agentes nerviosos) está asociada con los efectos neurológicos observados en el síndrome de la Guerra del Golfo. Otras causas que se han investigado son la munición de uranio empobrecido, el sarín, el ciclosarín y las emisiones de los incendios de pozos petroleros, pero su relación con la enfermedad no está tan clara.

## Síntomas
Esta enfermedad se caracteriza por unos síntomas inespecíficos y variables como cansancio, dolores musculares y de las articulaciones, migraña, pérdida de la memoria y estrés postraumático. Su causa es desconocida y no es mortífera, pero puede estar asociada con la angustia y la incapacidad excesiva, sensación de haber matado, violado injustamente aunque les hayan hecho creer que se embarcaban en una guerra santa, siendo designada generalmente como un mal psiquiátrico.[cita requerida]
En 2010 fue publicada una revisión de 400 estudios de veteranos de la guerra del golfo confirmando que padecen trastorno de estrés postraumático y otras enfermedades difusas multisintomáticas, como fatiga persistente, síndrome de fatiga crónica, problemas de memoria, dolores de cabeza, dolores corporales y articulares, dificultades para dormir, trastorno de ansiedad generalizada, depresión, abuso de alcohol y problemas gastrointestinales, como síndrome del intestino irritable. Aunque no hay datos concluyentes, se encontró indicios que sugieren que los excombatientes tienen mayores tasas de esclerosis lateral amiotrófica, también llamada ELA o enfermedad de Lou Gehrig, una condición nerviosa progresiva y fatal, fibromialgia y trastornos de la sexualidad. Sin embargo no se encontró suficiente evidencia para asociar este síndrome con patologías tales como cáncer, trastornos metabólicos, Parkinson, demencia, Alzheimer o problemas de fertilidad.

## Posibles causas
Entre las causas posibles se incluyen las siguientes:
- Armas químicas, especialmente el gas neurotóxico, o el bromuro de piridostigmina, que se dio como una medida preventiva a los soldados con probabilidad de estar expuestos a armas químicas. Según un informe del Congreso de Estados Unidos de 2014, el 25% de los veteranos de la guerra del Golfo, unos 175.000 estadounidenses, padecieron problemas físicos tras su exposición a este tipo de armamento.[5]
- Factores psicológicos, tales como el desorden de estrés postraumático. Los veteranos con el síndrome de la Guerra del Golfo tienen mayores índices de enfermedades psiquiátricas acompañantes; sin embargo, los casos de estrés postraumático son menores que los reportados en anteriores conflictos, con alrededor de un 10% de afectados.[5]
- Otros agentes químicos, tales como el humo proveniente de los incendios de pozos y las refinerías de petróleo, pesticidas, el uranio empobrecido contenido en diversos tipos de proyectiles o la exposición a disolventes o líquidos corrosivos usados durante los procesos de reparación y mantenimiento.

## Tratamiento
Aunque no existe tratamiento específico para el síndrome de la Guerra del Golfo, las investigaciones sugieren que una propuesta llamada terapia conductista-cognoscitiva puede ayudar a los pacientes con síndromes sin síntomas específicos a llevar vidas más productivas al controlar activamente sus síntomas.
El Departamento de Asuntos de los Veteranos (Department of Veterans Affairs) está dirigiendo un estudio de dos años, científicamente controlado, para determinar la efectividad de la terapia conductista-cognoscitiva en los veteranos con estos síntomas.